# Friedhof Handschuhsheim
O Friedhof Handschuhsheim é com 6,5 ha o segundo maior dos 17 cemitérios da cidade de Heidelberg. Foi inaugurado em 26 de março de 1843 como primeiro cemitério municipal da então comunidade independente (até 1903) de Handschuhsheim.

## História
O local de sepultamento original de Handschuhsheimer foi o pátio da igreja St. Vitus. Quando a população do atual maior bairro de Heidelberg começou a aumentar vertiginosamente no século XIX, o antigo cemitério não suportou mais a demanda. Já em 1812 ocorreram reclamações de que as sepulturas estavam sendo rapidamente reutilizadas. Não houve concordância sobre um novo local para sepultamentos, de tal forma que durante décadas o antigo cemitério continuou a ser utilizado.

## Personalidades sepultadas

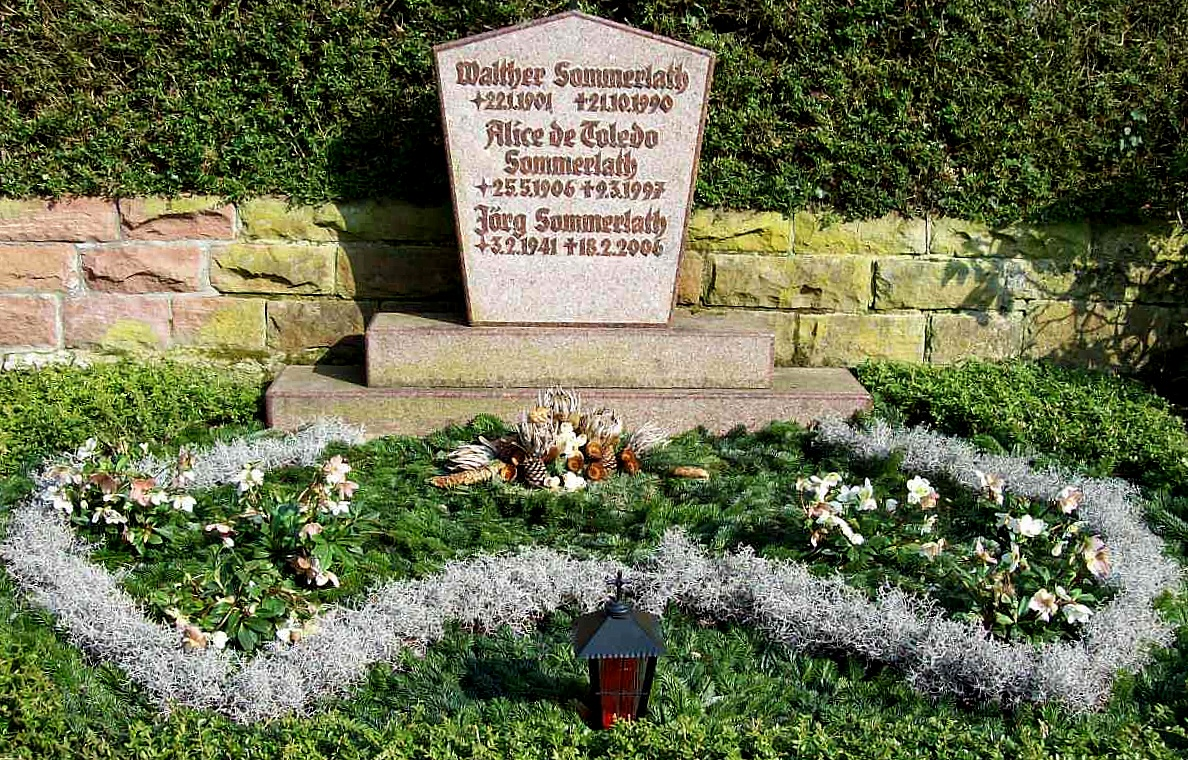
Sepultura dos pais da rainha Sílvia da Suécia

- Walther Bothe (1891–1957), físico, Nobel de Física (Abt. E, Grab 451-452)
- Karin Bruns (1918–1997), Graphikerin, Zeichnerin und Bühnenausstatterin (Abt. B, Grab 132)
- Walther Eisinger (1928-2014), Theologe, Universitätsprediger (Abt. H, Grab 487-488)
- Eugen Fehrle (1880–1957), deutscher Volkskundler und Hochschullehrer
- Lili Fehrle-Burger (1907–1991), Kunsthistorikerin (Abt. E, Grab 388-389)
- Fritz Frey (1881–1962), Lehrer und Heimatkundler
- John Benjamin Graham (1813–1876), englischer Minenbesitzer, Mäzen in Handschuhsheim
- Gert Haller (1944-2010), Ökonom, Manager, Staatssekretär im Bundeskanzleramt
- Else Jaffé (1874–1973), Sozialwissenschaftlerin (Grab A152)
- Walter Jellinek (1885–1955), Rechtsgelehrter (Abt. C, Grab 236-237)
- Hermann Maas (1877–1970), Theologe, Ehrenbürger von Heidelberg
- Annemarie Jeanette Neubecker (1908–2002), Klassische Philologin (Abt. K, Grab 302)
- Werner Rauh (1913–2000), botânico, professor da Universidade de Heidelberg (Abt. K, Grab 593)
- Christiane Schmidtmer (1939-2003), atriz de Hollywood e modelo
- Walther Sommerlath (1901–1990) e Alice de Toledo Sommerlath (1906–1997), pais de Sílvia da Suécia
- Carl Uhde (1792–1856), comerciante
- Rolf Wagenführ (1905-1975), estatístico, 1. Generalsekretär des Statistischen Amtes der EG
- Viktor von Weizsäcker (1886–1957), médico e pesquisador da psicossomática (Abt. E, Grab 449-450)
- Georg Wittig (1897–1987), químico, Nobel de Química (Abt. B, Grab 158)